# 애플 M1 프로

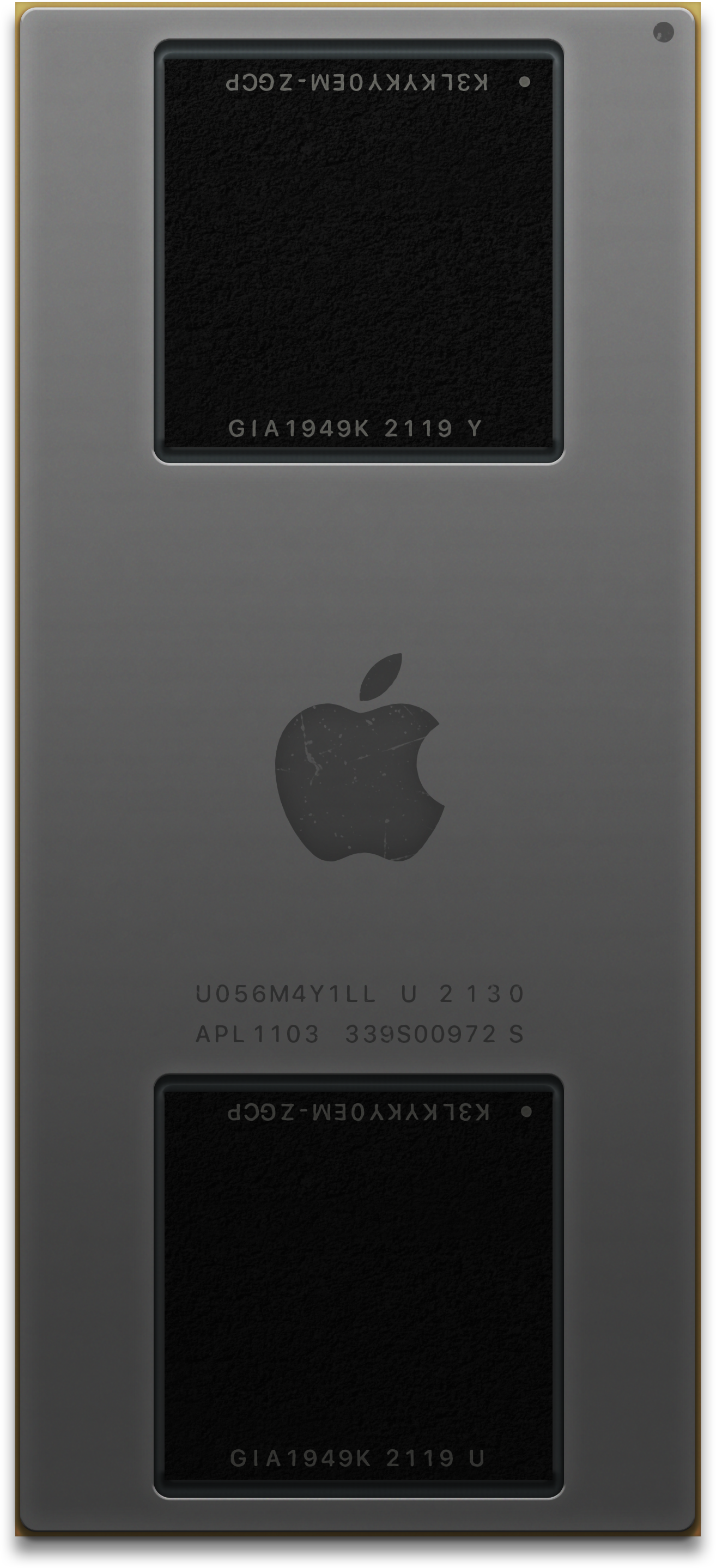

애플 M1 프로(Apple M1 Pro)는 2021년 10월에 설계된 애플의 프로세서이다.

## 같이 보기
- 애플이 설계한 프로세서